# Submarino U 1 (1935)
El U 1 o Unterseeboot 1 fue el primer submarino alemán de la Kriegsmarine, correspondiente al Tipo IIA, y participó en acciones de combate en la Segunda Guerra Mundial hasta su desaparición el 6 de abril de 1940.

## Construcción
Se ordenó iniciar la construcción de este pequeño submarino costero tras el rechazo de Adolf Hitler de los términos del Tratado de Versalles, que prohibían expresamente a Alemania la posesión de una fuerza de submarinos. Su quilla fue puesta sobre las gradas de los astilleros Deutsche Werke de Kiel el 11 de febrero simultáneamente con los U 2, U 3, U 4, U 5 y U 6 de 1935 en medio de una gran fiesta. Fue botado al agua el 15 de junio de 1935 y tras un muy rápido equipamiento, fue concluido y entregado a la Kriegsmarine el 29 de junio de 1935, con una dotación que había sido previamente entrenada en Holanda. Número de la torre del U-1 236.

## Historial
Su servicio antes del inicio de la Segunda Guerra Mundial transcurrió sin hechos remarcables, pero en ese periodo se ganó la fama de ser un buque con características marineras muy pobres. Su rápida construcción, combinada con la carencia de la tecnología necesaria, hicieron que fuera un buque poco confortable, con entradas de agua y con una velocidad baja, tanto en inmersión como en superficie. Cuando empezó la guerra, había planes para usar el U 1, al igual que sus gemelos del Tipo II únicamente en el papel de entrenadores de tripulaciones.

### Formación, Flotillas y deberes
- 1 de julio de 1935 - 1 de septiembre de 1939 - Escuela de Flotilla Submarinos, Buque Escuela en Neustadt
- 1 de septiembre de 1939 - 1 de febrero de 1940 - Escuela de Flotilla Submarinos (buques escuela)
- 1 de marzo de 1940 - 6 de abril de 1940 - Escuela de Flotilla Submarinos (buques de incursión)

### Patrullas de combate
Primera patrulla

15 de marzo de 1940 - 29 de marzo de 1940

A la caza de submarinos enemigos al sur de Noruega. La patrulla se vio obstaculizada por muy mal tiempo, con tormentas de nieve y la lluvia. El 26/27 de marzo, trató de ayudar al U-21, que encalló en la costa noruega después de un error de navegación
El U 1 deja Wilhelmshaven a las 6.05, bajo el mando del Capitán de corbeta Jürgen Deecke el 15 de marzo de 1940 para las operaciones en el Mar del Norte con la misión de atacar a los buques británicos que operaban en Noruega, cerca del límite de su alcance efectivo de operaciones. No consiguió encontrar a su objetivo y regresa el 29 de marzo de 1940 a las 13:15, después de dos semanas y 1000 millas náuticas.
Segunda patrulla

4 de abril de 1940 - 6 de abril de 1940

Formando un grupo de 4 submarinos (Stavanger), junto con U-4 para Operación Weserübung, la invasión alemana de Dinamarca y Noruega. Tuvo que regresar a puerto poco después de su salida debido a problemas técnicos y desapareció después de salir de nuevo el 6 de abril de 1940, probablemente se perdió el mismo día en una mina al oeste de la isla de Helgoland. La pérdida del U-1 no fue confirmada por el BdU hasta el 21 de abril de 1940.
Partió el 4 de abril de 1940 a las 12.00 p. m. desde Wilhelmshaven, aunque tuvo que retornar, y volvió a partir el 8 de abril para preparar la Operación Weserübung (la invasión de Noruega). El U 1 envió una señal de radio el 8 de abril, dando su posición, después desapareció para siempre. Las posibles causas de su pérdida son desconocidas, aunque se barajan varias posibilidades. La primera de ellas, y la mayormente aceptada, hace referencia a que su ruta de navegación discurría por una zona que había sido minada el mismo día por el submarino británico HMS Narwhal. La segunda causa posible hace referencia al submarino británico HMS Porpoise que reportó haber disparado un torpedo a un submarino enemigo sin identificar el 16 de abril tras la citada invasión. Desapareciendo el 6 de abril de 1940.
La última de las causas se refiere al propio envío del U 1, ya que su estado y capacidades no eran las más adecuadas para la navegación en aguas tan peligrosas. Su pérdida fue un golpe para la moral de la Kriegsmarine. Fue el primero de los más de 1000 U-boote que sirvieron en la Kriegsmarine durante la Batalla del Atlántico, y uno de los más de 700 perdidos en la mar.

### Destino
El Campo Minado Británico Nº 7 fue puesto por los destructores HMS Express, HMS Esk, HMS Icarus y el HMS Impulsive en el Mar del Norte el 3 de marzo de 1940. El U-1 fue reportado como desaparecido el 6 de abril de 1940 en el Mar del Norte. Una posible causa fue una mina en el Campo Minado Británico Nº 7. Otra explicación es que fue hundido por una mina colocada por el submarino británico HMS Narwhal en las coordenadas 54.37N, 03.35E. Informes declaran que fue hundido el 16 de abril de 1940 en el Suroeste del Mar del Norte de Stavanger, Noruega, en la posición 58.18N, 05.47E, por un torpedo del submarino británico HMS Porpoise. Sin embargo, este ataque fue contra la U-3, que salió ileso.

## Comandantes
- Capitán de corbeta Klaus Ewerth (29 de junio de 1935 - 30 de septiembre de 1936)
- Teniente capitán Alexander Gelhaar (1 de octubre de 1936 - 2 de febrero de 1938)
- Teniente capitán Jürgen Deecke (29 de octubre de 1938 - 6 de abril de 1940)